# トライアル・バイ・ファイアー (イングヴェイ・マルムスティーンのアルバム)
『トライアル・バイ・ファイアー:ライヴ・イン・レニングラード』(Trial By Fire: Live In Leningrad)は、1989年に発表されたイングヴェイ・マルムスティーンの1作目のライブ・アルバム。

## 概要
旧ソビエトでのライブ演奏を収録したソロ初のライブアルバムであり、当時、西側と国交が断絶していた共産主義国のソビエトでコンサートツアーが実現できた裏側には、外交官の父親の働きかけもあった。

## 収録曲
| #         | タイトル | 作詞                           | 作曲                           | オリジナル・アルバム          | 時間  |
| --------- | --- | ------------------------------ | ------------------------------ | ----------------------------- | ----- |
| 1.        | 「ライアー」(Liar)                                                                                            | イングヴェイ・マルムスティーン | イングヴェイ・マルムスティーン | トリロジー                    | 3:56  |
| 2.        | 「クイーン・イン・ラブ」(Queen in Love)                                                                       | イングヴェイ・マルムスティーン | イングヴェイ・マルムスティーン | トリロジー                    | 3:55  |
| 3.        | 「デジャ・ヴー」(Deja Vu)                                                                                     | ジョー・リン・ターナー         | イングヴェイ・マルムスティーン | オデッセイ                    | 4:05  |
| 4.        | 「ファー・ビヨンド・ザ・サン」(Far Beyond The Sun)                                                            | (Instrumental)                 | イングヴェイ・マルムスティーン | ライジング・フォース          | 8:17  |
| 5.        | 「ヘヴン・トゥナイト」(Heaven Tonight)                                                                        | ジョー・リン・ターナー         | イングヴェイ・マルムスティーン | オデッセイ                    | 4:27  |
| 6.        | 「ドリーミング」(Dreaming (Tell Me))                                                                          | ジョー・リン・ターナー         | イングヴェイ・マルムスティーン | オデッセイ                    | 6:34  |
| 7.        | 「ユー・ドント・リメンバー」(You Don't Remember, I'll Never Forget)                                           | イングヴェイ・マルムスティーン | イングヴェイ・マルムスティーン | トリロジー                    | 6:04  |
| 8.        | 「ギター・ソロ（トリロジー・スーツOP:5/スパセポ・ブルース）」(Guitar Solo (Trilogy Suite Op:5/Spasebo Blues)) | (Instrumental)                 | イングヴェイ・マルムスティーン | -                             | 10:16 |
| 9.        | 「クリスタル・ボール」(Crystal Ball)                                                                          | ジョー・リン・ターナー         | イングヴェイ・マルムスティーン | オデッセイ                    | 6:03  |
| 10.       | 「ブラック・スター」(Black Star)                                                                              | (Instrumental)                 | イングヴェイ・マルムスティーン | ライジング・フォース          | 6:09  |
| 11.       | 「スパニッシュ・キャッスル・マジック」(Spanish Castle Magic (LP Version))                                     | ジミ・ヘンドリックス           | ジミ・ヘンドリックス           | アクシス:ボールド・アズ・ラヴ | 6:44  |
| 合計時間: | 合計時間: | 合計時間:                      | 合計時間:                      | 合計時間:                     | 66:30 |

## 参加者
- イングヴェイ・マルムスティーン: エレクトリックギター、アコースティック・ギター、バックヴォーカル、ミキシング、音楽プロデューサー
- ジョー・リン・ターナー: リードヴォーカル
- イェンス・ヨハンソン: キーボード
- バリー・ダナウェイ: エレクトリックベース
- アンダース・ヨハンソン: ドラムス